# Jinxianghua
Jinxianghua is een dialect uit het Taihuhua. Jinxianghua wordt gesproken in de Wenzhouse arrondissement Cangnan. Dit dialect wordt in het dorp Jianxiang gesproken. Dat dorp is omringd door dorpen die vaak een Minnanyu dialect als lokale taal gebruiken. 
- Sino-Tibetaanse talen
  - Chinese talen
    - Wu
      - Taihuhua
        - Jinxianghua

Jinxianghua stamt af van het dialect van Noord-Zhejiangse soldaten. Deze soldaten kwamen tijdens de regeerperiode van de Ming keizer Jiajing. Een meerderheid van het dorp stamt af van deze soldaten die onder leiding van Qi Jiguang stonden. Dit dialect kan ook als een vorm van Junhua worden beschouwd. Als Wu dialect ligt Jinxiang geïssoleerd van de andere gebieden waar Wu wordt gesproken. Daarom is Jixianghua beïnvloed door Zhenan Min en het Mandarijn.